# Aéroport international de Gaborone
Pour les articles homonymes, voir GBE.
L'aéroport international de Gaborone ou « aéroport international Sir Seretse Khama » (code IATA : GBE • code OACI : FBSK) est un aéroport domestique et international desservant la ville de Gaborone, capitale du Botswana. Elle est située au sud-est du Botswana, près du fleuve Notwani, à 15 km seulement de la frontière sud-africaine.

## Situation
L'aéroport se trouve à 15 km au nord de Gaborone. Il abrite la principale base aérienne de l'escadre aérienne de la force de défense du Botswana.

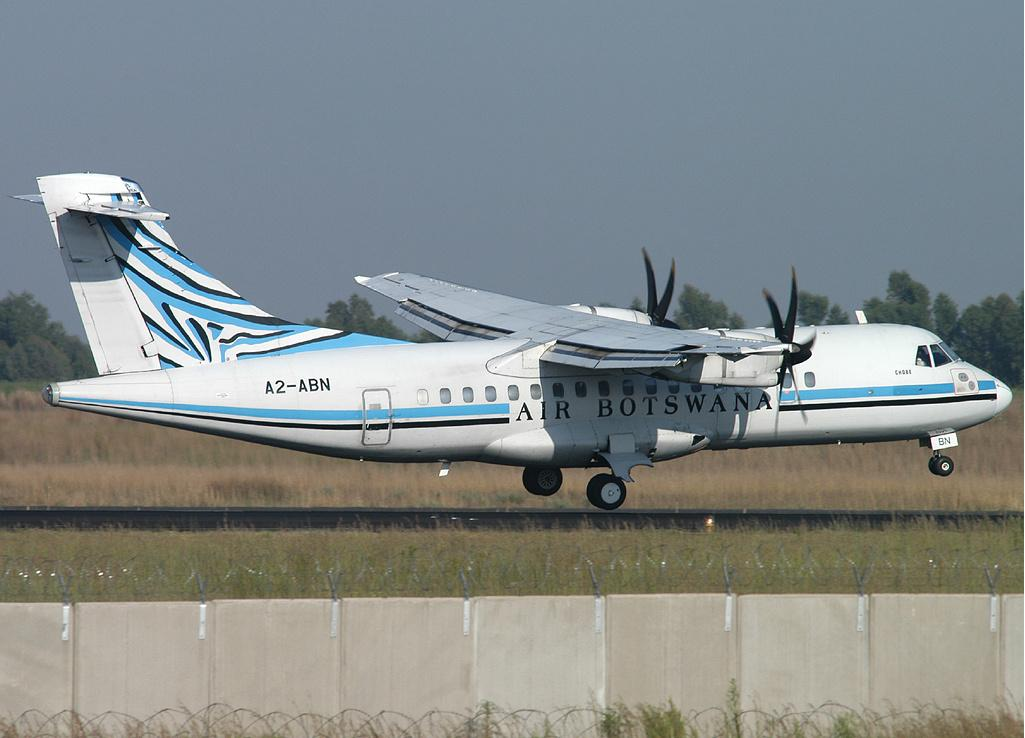
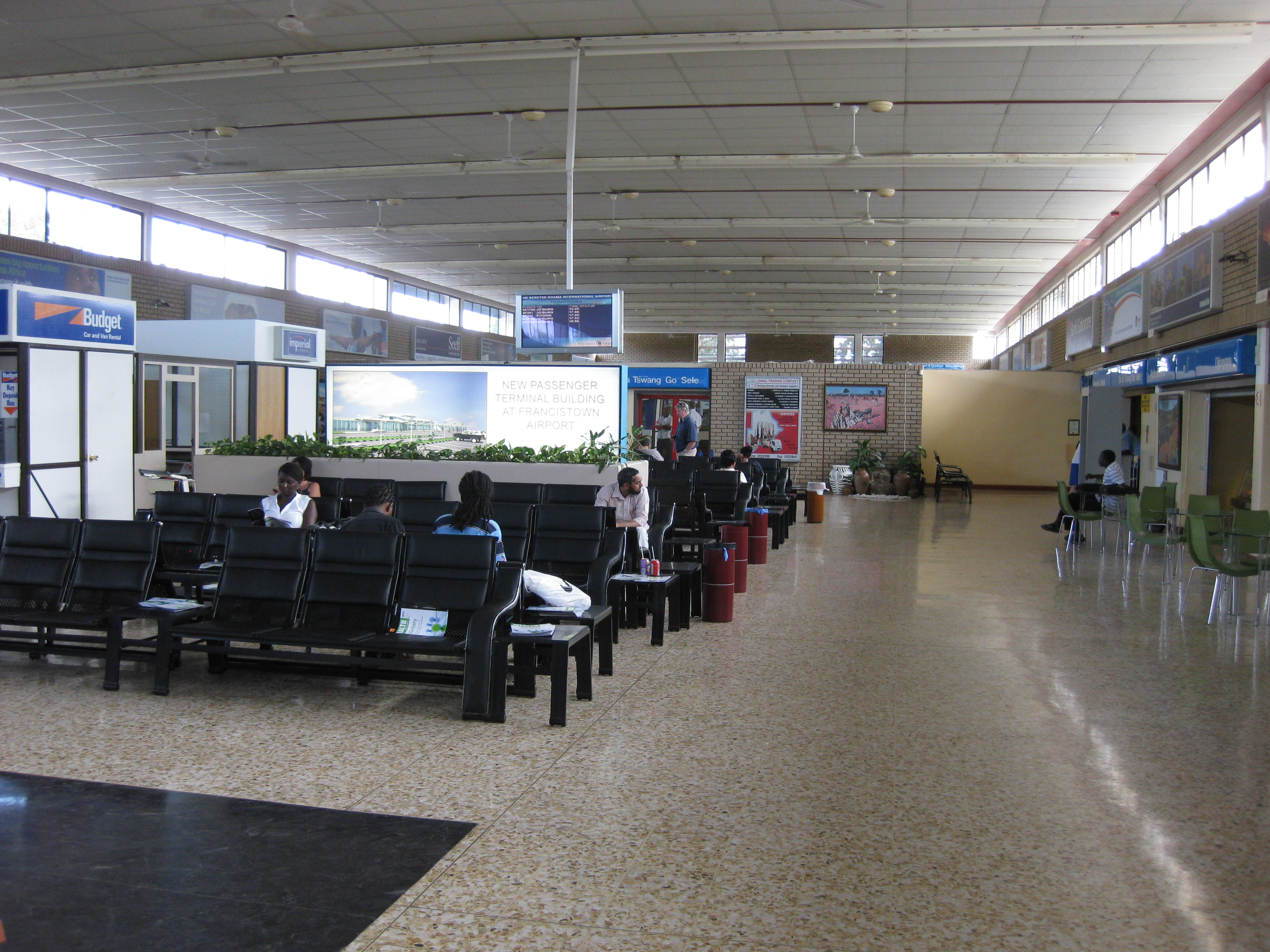

| Francistown Gaborone Kasane Maun |

## Statistiques
Pour des raisons techniques, il est temporairement impossible d'afficher le graphique qui aurait dû être présenté ici.

Voir la requête brute et les sources sur Wikidata.

## Compagnies et destinations
| Compagnies              | Destinations |
| ----------------------- | --- |
| Air Botswana            | - Bulawayo-J. Nkomo, - Durban-King Shaka, - Francistown, - Harare, - Johannesbourg OR Tambo, - Kasane, - Le Cap, - Livingstone-H. M. Nkumbula, - Lubumbashi, - Lusaka, - Maun, - Ndola-S. Kapwepwe, - Victoria Falls, - Windhoek Hosea Kutako |
| Emirates                | Dubaï |
| Ethiopian Airlines      | Addis-Abeba Bole |
| Kenya Airways           | Nairobi-J. Kenyatta |
| LAM Mozambique Airlines | Maputo |
| Qatar Airways           | Doha-Hamad |
| Rwandair                | Kigali |
| South African Airways   | Johannesbourg OR Tambo |
| TAAG Angola Airlines    | Luanda-Quatro de Fevereiro |
| Turkish Airlines        | Istanbul |

Édité le 25/05/2017  Actualisé le 29/11/2023